# Gerard Vianen
Gerard Vianen (Stichtse Vecht, 9 febbraio 1944 – Stichtse Vecht, 10 dicembre 2014) è stato un ciclista su strada belga vincitore di tre tappe alla Vuelta a Espana e una al Tour de France. fu inoltre terzo alla Gullegem Koerse del 1973.

## Carriera
Professionista dal 1967 al 1977, è conosciuto soprattutto come gregario di Raymond Poulidor e di Joop Zoetemelk.
Ha il suo primo contratto da professionista con la squadra ciclistica Caballero Team; nello stesso anno ottiene la sua prima vittoria da professionista quando vince il Campionato delle Fiandre. Nel 1972 ottenne due successi di tappa alla Vuelta a Espana, oltre ad una tappa alla Ruta du Sol; nel 1974 vince una tappa al Tour de France, mentre nel 1975 si aggiudica la Delta Profronde, e una tappa al Giro d'Olanda.
Per quanto riguarda i grandi giri, ha partecipato otto volte al Tour de France, dove il suo miglior risultato nella classifica finale è stato il 47º posto nel 1970. Ha inoltre corso due volte la Vuelta a España nel 1971 (49°) e nel 1972 (36°).
È morto nel 2014, all'età di 70 anni, a causa di una leucemia.

## Palmarès
- 1967

Koolskamp
- 1970

7a tappa Giro di Svizzera
Prologo Parigi-Nizza
- 1971

Genova-Nizza
10a tappa Vuelta a Espana
5a tappa Parigi-Nizza
- 1972

2a tappa Vuelta a Espana
15a tappa Vuelta a Espana
1a tappa Ruta du Sol
- 1974

20a tappa Tour de France
- 1975

Tour della Zelanda Centrale
2a tappa Giro dei Paesi Bassi

## Piazzamenti
- Tour de France

1968: ritirato
1970: 47°
1971: ritirato
1972: 71°
1973: 59°
1974: 56°
1975: 66°
1976: 76°
- Vuelta a Espana

1971: 49°
1972: 36°